# 1-十一烯
1-十一烯是一种有机化合物，化学式C11H22，存在于款冬（Tussilago farfara）等植物中。在催化下，它可以被氢气还原为十一烷。它在乙酰丙酮氧钒催化下可以和四氯化碳反应，得到1,1,1,3-四氯十二烷。